# (16372) 1981 EP1
1981 إي بي 1 (ويعرف أيضًا باسم (16372) 1981 إي بي 1 وفق تسمية الكوكب الصغير) (بالإنجليزية: 1981 EP1)‏ هو كويكب ضمن حزام الكويكبات؛ وترتيبه 16372 من حيث الاكتشاف.
اكتُشف هذا الجُرم الفلكي بواسطة هنري ديبهون في 7 مارس 1981.

## وصلات خارجية
- (16372) 1981 EP1 في قاعدة بيانات مختبر الدفع النفاث لأجرام النظام الشمسي الصغيرة

- الاكتشاف · مخطط المدار ·  العناصر المدارية · المعلمات المادية

- (16372) 1981 EP1 على موقع ويكي سكاي: DSS2, SDSS, GALEX, IRAS, Hydrogen α, X-Ray, Astrophoto, Sky Map, Articles and images